# Codex Frisianus
El Codex Frisianus también Fríssbók es un manuscrito islandés del siglo XIV en el cual se preserva las sagas de los reyes de Noruega. Está catalogado como AM 45 fol., se escribió hacia  1300 - 1325; se compone de 124 hojas, y contiene la Heimskringla (sin Óláfs saga helga) y Hákonar saga Hákonarsonar.
La obra se comenzó a escribir en Islandia pero se acabó en Noruega, aunque existen teorías que se escribió enteramente en Noruega.
Se encontró en Bergen en 1550 y llevado a Dinamarca antes de 1600, cuando fue adquirida por el coleccionista Otto Friis, de quien recibe su nombre. Posteriormente entró en la posesión del etatsråd (consejero de Estado) Jens Rosenkrantz antes de ser comprada en 1695 por Árni Magnússon; tras su muerte, en 1730, la Universidad de Copenhague lo recibió como donación .